# جوزپه زامبونی
جوزپه زامبونی (انگلیسی: Giuseppe Zamboni؛ زاده ۱ ژوئن ۱۷۷۶ درگذشته ۲۵ ژوئیهٔ ۱۸۴۶) یک فیزیک‌دان اهل ایتالیا بود. 